# Gornji Striževac
Gornji Striževac (szerbül Горњи Стрижевац) egy falu Szerbiában, a Piroti körzetben, a Babušnicai községben.

## Népesség
- 1948-ban 960 lakosa volt.
- 1953-ban 960 lakosa volt.
- 1961-ben 787 lakosa volt.
- 1971-ben 601 lakosa volt.
- 1981-ben 399 lakosa volt.
- 1991-ben 228 lakosa volt
- 2002-ben 154 lakosa volt, akik közül 153 szerb (99,35%)